# Cynanchum
Cynanchum és un gran gènere de plantes amb flors dins la família de les apocinàcies. Consta d'unes 400 a 300 espècies. amb distribució principalment tropical i subtropical a l'Àfrica, Madagascar, Austràlia, Amèrica del nord i del Sud, i parts d'Àsia i Europa.
Es caracteritza per una corona estaminal que s'origina d'un meristem en forma d'anell (Kunze 1991) que pot ser extremadament variable en la forma i relacionat amb el ginostegui, especialment a Madagascaron hi ha el centre de diversitat d'aquest gènere.
El nom d'aquest tàxon prové del grec kynos («gos») i anchein («xocar»), el que refereix a la seva toxicitat Moltes de les espècies són plantes enfiladisses no suculentes. Als Països Catalans és autòctona només l'espècie Cynanchum acutum.

## Morfologia
Són plantes herbàcies o subarbusts perennes, sovint presenten rizomes. Les fulles normalment tenen una disposició oposada. Les inflorescències i les flors tenen formes variades. Sovint tenen el fruit en forma de fol·licle

## Importància
L'arrel de Cynanchum atratum i altres espècies es fa servir en la medicina tradicional xinesa.

## Classificació
Cynanchum tal com es va definir a la fi del segle xx resulta un grup polifilètic i per això se'n van desplaçar algunes espècies a altres gèneres com Orthosia, Pentarrhinum i Vincetoxicum, i el grup principalment d'espècies del vell Món continuant a Cynanchum.

## Algunes espècies
- Cynanchum acuminatifolium
- Cynanchum acutum
- Cynanchum altiscandens[6]
- Cynanchum amplexicaule
- Cynanchum andringitrense
- Cynanchum angustifolium
- Cynanchum anthonyanum
- Cynanchum aphyllum
- Cynanchum atratum
- Cynanchum auriculatum
- Cynanchum arizonicum
- Cynanchum barbigerum - bearded swallowwort
- Cynanchum batangense
- Cynanchum bicampanulatum
- Cynanchum biondioides
- Cynanchum boudieri
- Cynanchum brevicoronatum
- Cynanchum bungei
- Cynanchum callialatum
- Cynanchum canescens
- Cynanchum carnosum
- Cynanchum chekiangense
- Cynanchum chinense
- Cynanchum christineae
- Cynanchum corymbosum
- Cynanchum danguyanum
- Cynanchum decipiens
- Cynanchum duclouxii
- Cynanchum elegans
- Cynanchum erubescens
- Cynanchum fordii
- Cynanchum formosanum
- Cynanchum forrestii
- Cynanchum giraldii
- Cynanchum glaucescens
- Cynanchum floribundum - Dumara bush
- Cynanchum gortsianum
- Cynanchum heydei
- Cynanchum hydrophilum
- Cynanchum inamoenum
- Cynanchum insulanum
- Cynanchum kingdonwardii
- Cynanchum kintungense
- Cynanchum komarovii
- Cynanchum kwangsiense
- Cynanchum laeve - honeyvine
- Cynanchum lineare
- Cynanchum linearisepalum
- Cynanchum longipedunculatum
- Cynanchum louiseae - Louis's swallowwort
- Cynanchum lysimachioides
- Cynanchum marnieranum
- Cynanchum megalanthum
- Cynanchum mongolicum
- Cynanchum mooreanum
- Cynanchum nigrum
- Cynanchum officinale
- Cynanchum otophyllum
- Cynanchum paniculatum
- Cynanchum pedunculatum
- Cynanchum pingshanicum
- Cynanchum puberulum
- Cynanchum purpureum
- Cynanchum racemosum
- Cynanchum riparium
- Cynanchum rockii
- Cynanchum rossicum - pale swallowwort, dog-strangling swallowwort, dog-strangling vine
- Cynanchum sinoracemosum
- Cynanchum stauntonii
- Cynanchum stenophyllum
- Cynanchum sublanceolatum
- Cynanchum szechuanense
- Cynanchum taihangense
- Cynanchum thesioides
- Cynanchum utahense
- Cynanchum versicolor
- Cynanchum verticillatum
- Cynanchum vincetoxicum
- Cynanchum volubile
- Cynanchum wallichii
- Cynanchum wangii
- Cynanchum wilfordii